# Astronidium insulare
Astronidium insulare är en tvåhjärtbladig växtart som beskrevs av Elmer Drew Merrill och Lily May Perry. Astronidium insulare ingår i släktet Astronidium och familjen Melastomataceae. Inga underarter finns listade i Catalogue of Life.